# Elezioni parlamentari tedesche del 1878

I risultati dell'elezione del Reichstag secondo le circoscrizioni elettorali.

Le elezioni del Reichstag del 1878 costituirono il IV Reichstag tedesco. Ebbero luogo il 30 luglio 1878 e furono indette a causa dei tentativi di omicidio dell'Imperatore.
L'affluenza alle urne fu di circa il 63,4%, in lieve incremento rispetto a quella del 1877.
Dopo il fallito attentato all'Imperatore dell'operaio Max Hödel, dell'11 maggio 1878, il Cancelliere del Reich Otto von Bismarck chiese il bando dei socialdemocratici. Il Reichstag, a maggioranza liberale, respinse tale richiesta perché limitante lo Stato di diritto. Il secondo tentativo di Karl Eduard Nobiling, il 2 giugno 1878, ferì l'imperatore e provocò un forte fermento nella popolazione che produsse una notevole pressione sulle forze moderate. Il Reichstag fu quindi sciolto l'11 giugno dal Consiglio federale e dall'Imperatore, su richiesta di Bismarck, ai sensi dell'articolo 24 della Costituzione del Reich.
La campagna elettorale fu incentrata intorno alle leggi antisocialiste, che era stato proposto principalmente dalle forze conservatrici. Con il Congresso di Berlino, terminato due settimane prima delle elezioni, Bismarck riuscì a far crescere la sua reputazione.
Le elezioni furono nettamente vinte dai conservatori, mentre i liberali ed i socialdemocratici persero seggi.
Il IV Reichstag approvò le leggi antisocialiste il 19 ottobre 1878 con 221 voti favorevoli e 149 contrari. I conservatori e i nazional-liberali votarono a favore, mentre il Partito di Centro, il Partito del Progresso ed il Partito Socialdemocratico votarono contrario.
La legislatura introdusse anche delle tariffe protezioniste grazie al voto dei conservatori e dei centristi nel luglio 1879. Questa legge produsse notevoli divisioni all'interno del Partito Nazionale Liberale che non votò compatto, mentre l'ala sinistra uscì dal partito per formare l'Unione Liberale. I ministri liberali prussiani Adalbert Falk, il 14 luglio 1879, Karl Rudolf Friedenthal, il 12 luglio 1879, e Arthur Johnson Hobrecht si dimisero. La netta resistenza della sinistra liberale, benché indebolita, sotto la guida di Eugen Richter, risultò comunque futile e la votazione si concluse con 217 voti contro 177. L'introduzione dei dazi fu chiesta soprattutto dagli industriali che avevano formato un'"alleanza di segale e ferro" con i gruppi d'interesse agrari, che dominavano i partiti conservatori, e che intervennero anche nella campagna elettorale.

## Risultati
| Orientamento politico        | Orientamento politico        | Partiti                                              | Partiti | Voti       | Voti   | Voti      | Seggi | Seggi  | Seggi     |
| Orientamento politico        | Orientamento politico        | Partiti                                              | Partiti | in Milioni | %      | Dif. 1877 | Seggi | %      | Dif. 1877 |
| ---------------------------- | ---------------------------- | ---------------------------------------------------- | ------- | ---------- | ------ | --------- | ----- | ------ | --------- |
| Conservatori                 | Conservatori                 | Partito Conservatore Tedesco (DKP)                   |         | 0,749      | 13,0 % | +3,3 %    | 59    | 14,9 % | +19       |
| Conservatori                 | Conservatori                 | Partito del Reich Tedesco (DRP)                      |         | 0,786      | 13,6 % | +5,7 %    | 57    | 14,4 % | +19       |
| Liberali                     | Destra-                      | Partito Nazionale Liberale (NLP)                     |         | 1,331      | 23,1 % | −4,1 %    | 99    | 24,9 % | −29       |
| Liberali                     |                              | Liberali indipendenti                                |         | 0,156      | 2,7 %  | +0,2 %    | 10    | 2,5 %  | −3        |
| Liberali                     | Sinistra-                    | Partito del Progresso Tedesco (DFP)                  |         | 0,385      | 6,7 %  | −1,0 %    | 26    | 6,6 %  | −9        |
| Liberali                     | Sinistra-                    | Partito Popolare Tedesco (DtVP)                      |         | 0,066      | 1,1 %  | +0,3 %    | 3     | 0,8 %  | −1        |
| Cattolici                    | Cattolici                    | Partito di Centro Tedesco (Zentrum)                  |         | 1,328      | 23,1 % | −1,7 %    | 94    | 23,7 % | +1        |
| Socialisti                   | Socialisti                   | Partito Socialista dei Lavoratori di Germania (SAPD) |         | 0,437      | 7,6 %  | −1,5 %    | 9     | 2,3 %  | −3        |
| Partiti regionali, minoranze | Partiti regionali, minoranze | Partito Tedesco di Hannover (DHP)                    |         | 0,100      | 1,7 %  | +0,1 %    | 10    | 2,5 %  | +6        |
| Partiti regionali, minoranze | Partiti regionali, minoranze | Partito Polacco                                      |         | 0,210      | 3,6 %  | −0,4 %    | 14    | 3,5 %  | ±0        |
| Partiti regionali, minoranze | Partiti regionali, minoranze | Partito Danese                                       |         | 0,018      | 0,3 %  | −0,1 %    | 1     | 0,3 %  | ±0        |
| Partiti regionali, minoranze | Partiti regionali, minoranze | Partito dell'Alsazia-Lorena                          |         | 0,179      | 3,1 %  | −0,6 %    | 15    | 3,8 %  | ±0        |
|                              |                              | Altre liste                                          |         | 0,015      | 0,3 %  | −0,1 %    | -     | -      | ±0        |
| Totale                       | Totale                       | Totale                                               |         | 5,761      | 100 %  |           | 397   | 100 %  |           |

## I gruppi del IV Reichstag
Nel IV Reichstag diversi parlamentari non aderirono ad alcun gruppo partitico. Gli eletti del DHP si iscrissero al gruppo del Partito di Centro.  Pertanto i gruppi all'inizio della legislatura erano così composti:
| Centrista                     | 103 |
| Nazional-Liberale             | 97  |
| Conservatore                  | 59  |
| Liberal-Conservatore          | 56  |
| Partito del Progresso Tedesco | 26  |
| Polacchi                      | 14  |
| Socialdemocratico             | 9   |
| Indipendenti                  | 33  |

Durante il resto della legislatura, la forza dei singoli gruppi politici è cambiata più volte a causa delle elezioni suppletive e dei cambiamenti nei gruppi parlamentari.